# Stazione di Tenda
La stazione di Tenda (in francese Tende) è una stazione ferroviaria della linea Cuneo-Ventimiglia a servizio dell'omonimo comune francese.
L'impianto fu aperto il 7 settembre 1913. Rimase isolata dalla rete ferroviaria dopo la distruzione di ponti e gallerie da parte dei tedeschi in ritirata tra il 15 e il 26 aprile 1945.
Restò di competenza delle Ferrovie dello Stato (FS) fino al 15 settembre 1947 e passò in carico alla Société Nationale des Chemins de fer Français (SNCF) il giorno successivo, quando l'alta valle Roja venne scorporata dalla provincia di Cuneo diventando territorio francese in forza del trattato di pace con la Francia.
Dopo trentaquattro anni di inattività, fu riaperta il 6 ottobre 1979, giorno dell'inaugurazione della Cuneo-Ventimiglia ricostruita.

## Storia

### Le fasi realizzative
La stazione di Tenda venne aperta all'esercizio il 7 settembre 1913 assieme al tronco di circa 8,2 km Vievola-Tenda della ferrovia Cuneo-Ventimiglia. Tenda rimane capolinea provvisorio per quasi due anni, fino all'apertura del tronco Tenda-Briga Marittima-San Dalmazzo di Tenda, avvenuta il 1º giugno 1915. La linea completa per Ventimiglia e Nizza venne invece aperta soltanto il 30 ottobre 1928.
Il piazzale fu equipaggiato con la linea di contatto bifilare in occasione dell'elettrificazione in corrente alternata trifase a 3,6 kV-16⅔ Hz della Cuneo Gesso-San Dalmazzo di Tenda, che venne esercita a trazione elettrica a partire dal 15 maggio 1931.

### Le distruzioni belliche e la cessione alla Francia
Con l'armistizio separato firmato l'8 settembre 1943 da Badoglio la valle Roja precipitò progressivamente nel caos e con l'occupazione tedesca iniziarono azioni di sabotaggio e bombardamenti alleati.  La circolazione dei treni a sud di Tenda cessò definitivamente tra novembre e dicembre 1944 a causa di ripetuti bombardamenti aerei che danneggiarono diversi manufatti. Non si trattava di danni gravi, ma non venne ritenuto conveniente ripararli per l'eccessiva vicinanza del fronte, che aveva ormai raggiunto Breil.

La stazione di Tenda non subì danni rilevanti, ma rimase completamente isolata dalla rete FS per la distruzione sistematica dei principali viadotti e gallerie della linea operata dall'esercito tedesco in ritirata tra il 15 e il 26 aprile 1945, in particolare del viadotto sul Roja a valle di Vievola e di quello situato nei pressi della centrale elettrica all'estremità sud dell'abitato di San Dalmazzo di Tenda. Il grande viadotto che scavalca il vallone di Riofreddo nell'abitato di Tenda, venne invece risparmiato dagli artificieri tedeschi.
Nel dopoguerra le FS intrapresero la ricostruzione della linea, raggiungendo la stazione di Vievola il 22 dicembre 1946. Era loro intenzione proseguire fino al confine francese di San Dalmazzo di Tenda, ma il 10 febbraio 1947 l'ambasciatore d'Italia a Parigi Antonio Meli Lupi di Soragna firmò il trattato di pace che prevedeva la cessione di Tenda e Briga Marittima alla Francia, circostanza che fermò i lavori di ripristino. In forza del suddetto trattato, alle ore 22 del 15 settembre 1947 il tricolore italiano fu ammainato dalle caserme e dagli uffici pubblici di Tenda e Briga Marittima, che divennero francesi dal giorno successivo. Dallo stesso giorno la stazione di Tenda, inservibile per l'esercizio ferroviario ma con il fabbricato viaggiatori in discrete condizioni, passò in carico alla SNCF.

### L'abbandono e la riapertura
Il nuovo confine in valle Roja fu un forte ostacolo per la ricostruzione della Cuneo-Ventimiglia, la cui parte francese non venne ripristinata nonostante le promesse fatte alle popolazioni di Tenda e Briga Marittima in occasione del referendum che avrebbe sancito il loro passaggio alla Francia. Dopo decenni di disinteresse da parte di entrambi gli stati la situazione si sbloccò il 24 giugno 1970 con la firma di una convenzione italo-francese, ma per il ripristino del tratto in territorio transalpino fu necessario attendere fino al 1º febbraio 1976, data ufficiale di inizio dei lavori.
Nel novembre 1976 cominciò la rimozione dei binari originali e qualche settimana più tardi venne smontata la linea aerea della trazione trifase che non aveva potuto essere recuperata dalle FS entro i limiti di tempo imposti nel 1947. Con la posa del nuovo binario, che raggiunse Tenda il 25 settembre 1978, il piazzale venne ridotto dai quattro binari originali a due, mentre il fascio merci, in origine di discrete dimensioni, si ridusse ad un solo binario tronco a servizio del piano caricatore e del magazzino merci. Vennero quindi installate le apparecchiature di segnalamento e sicurezza e la stazione ritornò in esercizio commerciale il 7 ottobre 1979, giorno successivo a quello della seconda inaugurazione della linea.

## Strutture ed impianti
Stazione su linea a semplice binario comprendente fabbricato viaggiatori, magazzino merci e piano caricatore. Quota del piano del ferro: 822,150 m s.l.m..

### Configurazione del piazzale
Il piazzale era dotato in origine di quattro binari passanti e di un fascio merci.

Per la riapertura al traffico della Limone-Ventimiglia (6 ottobre 1979) si era inizialmente previsto che la stazione di Tenda fosse trasformata in fermata dotata del solo binario di transito, ma venne successivamente deciso di realizzare un binario d'incrocio della lunghezza utile di 560 m e un binario tronco a servizio del piano caricatore e del magazzino merci.

### Modalità di trazione
- Trazione a vapore fino al 1931[7].
- Elettrificazione in corrente alternata trifase a 3,6 kV-16⅔ Hz dell'intero piazzale nel 1931[7].
- Smantellamento dei resti dell'elettrificazione trifase nel 1976[16].
- Trazione termica dalla riapertura della Cuneo-Ventimiglia nel 1979[23].

### Impianti di segnalamento e sicurezza
Dalla riapertura della Cuneo-Ventimiglia (6 ottobre 1979):
- Segnalamento di avviso, protezione e partenza con 8 segnali di tipo francese con indicazioni luminose conformi al regolamento segnali FS[22].
- Apparato centrale elettrico ad itinerari di tipo francese (Poste d'aiguillage tout relais à transit souple - PRS) telecomandato da Breil-sur-Roya[22].
- Deviatoi a manovra elettrica equipaggiati con dispositivo di riscaldamento antighiaccio ed autorizzati per una velocità di 60 km/h sul ramo deviato[19].
- Circolazione treni in regime di blocco conta-assi SNCF[22].
- Stazione presenziata[22].